# Base navale de Sébastopol
Pour les articles homonymes, voir Sebastopol (homonymie).
La base navale de Sébastopol (en russe : Севастопольская военно-морская база ; en ukrainien : Севастопольська військово-морська база) est une base navale située à Sébastopol, dans la péninsule de Crimée. La base est utilisée par la Marine russe et s'avère être la base principale de la flotte de la mer Noire.

## Géographie

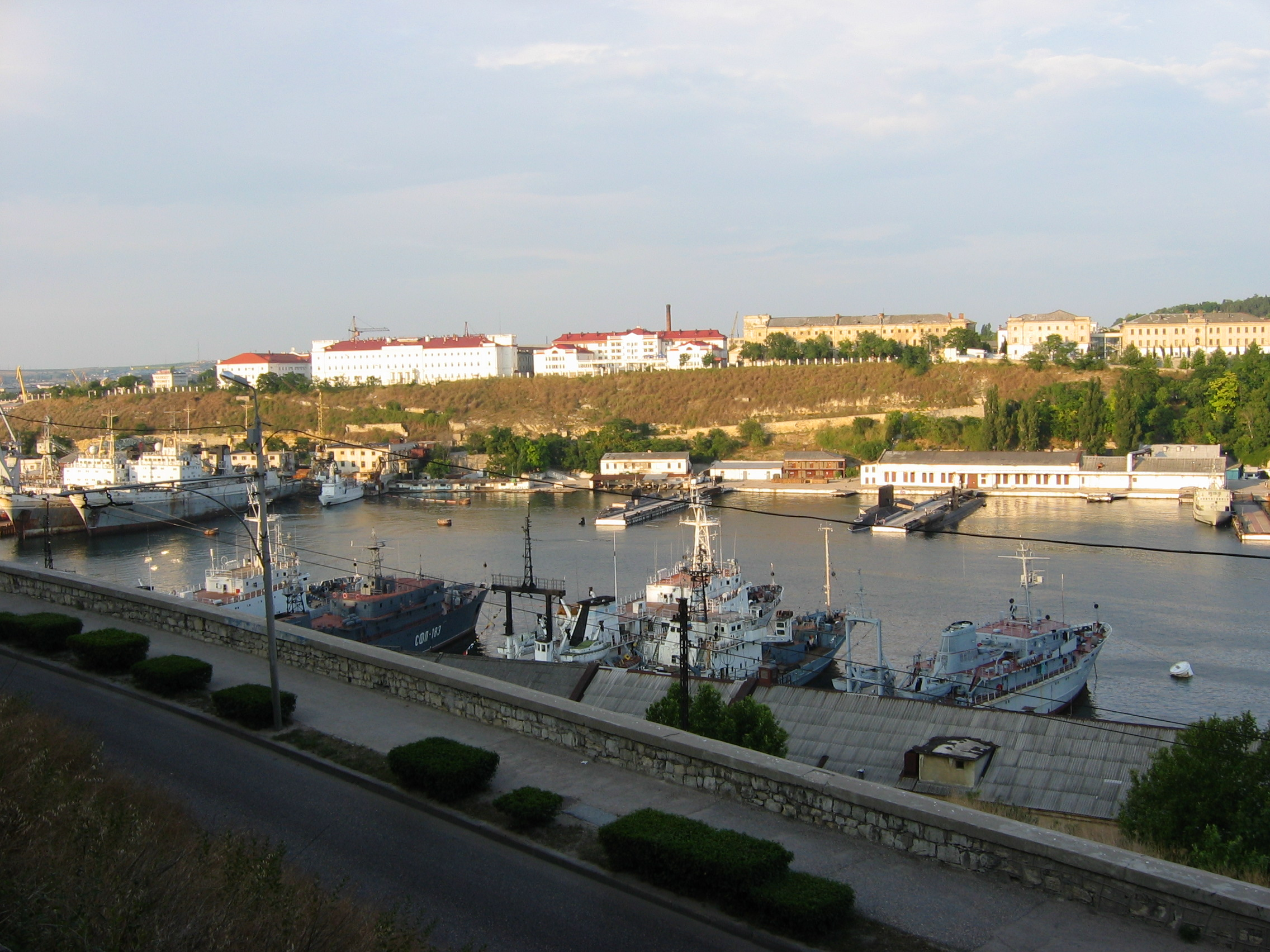
La base en 2004.

La base navale de Sébastopol est entièrement située sur le territoire administratif de Sébastopol. Elle dispose de plusieurs postes d'amarrage situés dans plusieurs baies de Sébastopol — Severnaïa (du Nord russe : Северная бухта ; ukrainien : Північна бухта), Youjnaïa (du Sud russe : Южная бухта ; ukrainien : Південна бухта), Karantinaïa (de la Quarantaine russe : Карантинная бухта ; ukrainien : Карантинна бухта) et d'autres.

## Histoire

### Période impériale

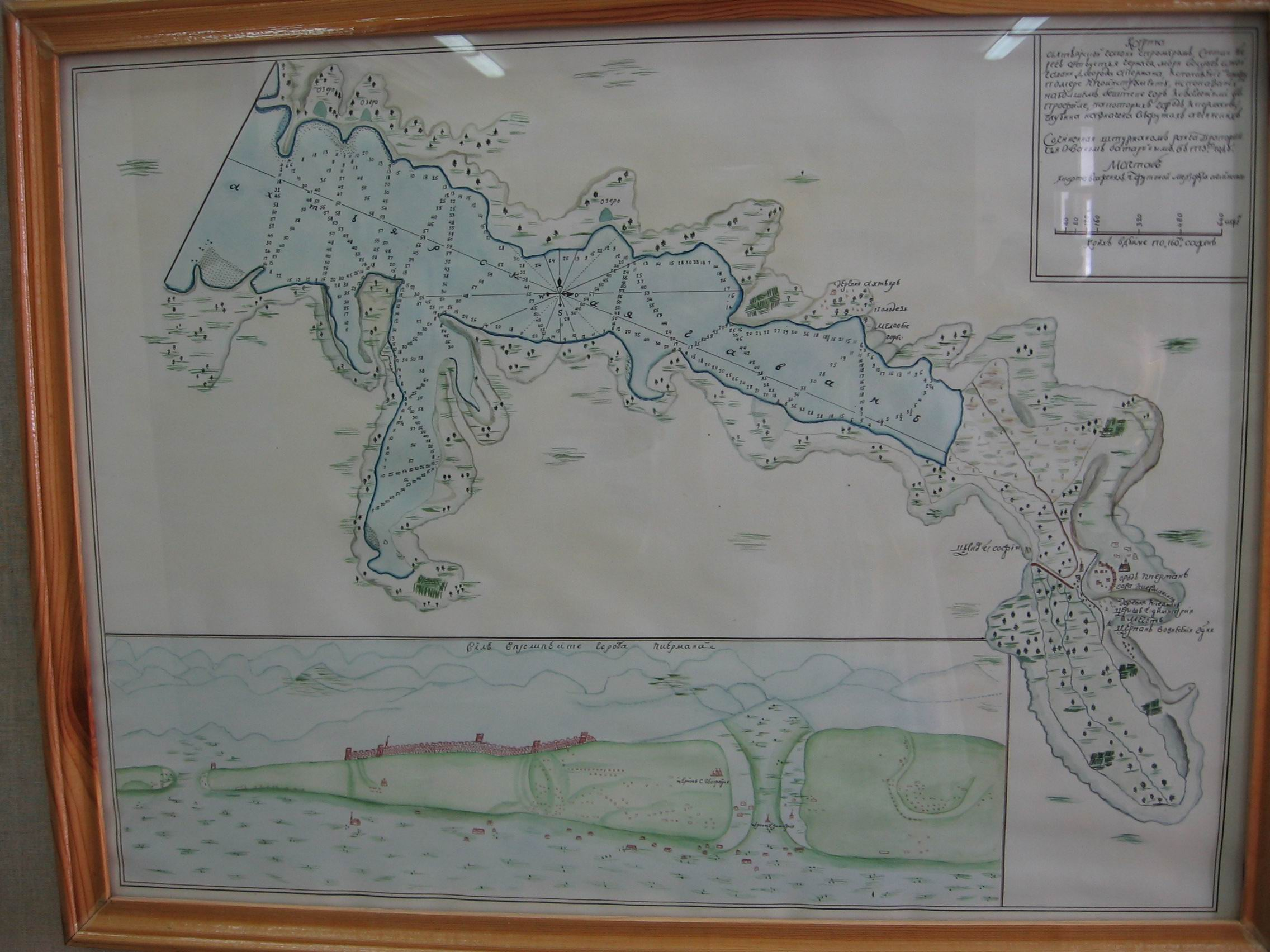
La première carte de la baie d'Akhtiar (Sébastopol), créée par le navigateur Ivan Baturin et son équipe, 1773.

La construction du port militaire débute en 1772, alors que la guerre russo-turque (1768–1774), est toujours en cours, et s'achève en 1783, à la suite de l'annexion de la Crimée par l'Empire russe. Le 13 mai 1783, les onze premiers navires de la Marine impériale russe atteignent la baie de Sébastopol.
Pendant la guerre de Crimée (1853-1856), tous les grands navires sont sabordés à l'entrée de la baie en 1854 pour empêcher l'entrée de navires ennemis dans la baie. La ville se défendit pendant 349 jours contre les armées alliées de la France, du Royaume-Uni, de l'Empire ottoman et du Piémont-Sardaigne. Finalement, les Russes doivent abandonner Sébastopol le 9 septembre 1855.

### Première Guerre mondiale

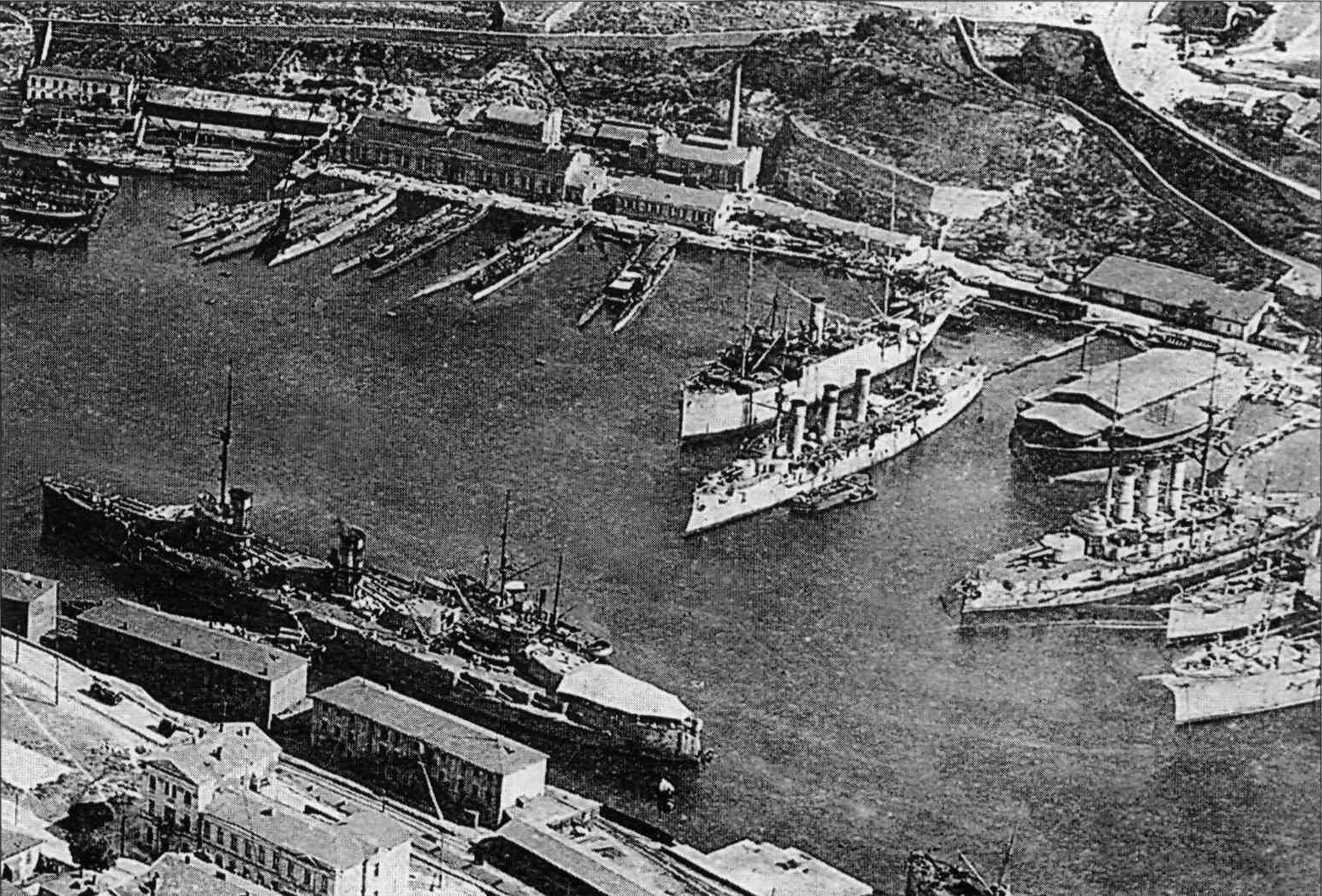
Vue aérienne du port, août 1918.

Pendant la Première Guerre mondiale, l'armée impériale allemande occupe Sébastopol le 1er mai 1918 malgré les négociations en cours pour parvenir au traité de Brest-Litovsk. Après de nouvelles négociations, les navires les plus importants de la flotte de la mer Noire dans la baie de Tsemes devant Novorossiïsk sont coulés par leurs équipages.

### Seconde Guerre mondiale
Pendant la Seconde Guerre mondiale, la flotte de la mer Noire de la Marine soviétique parvient à repousser la première attaque aérienne de la Luftwaffe allemande. Cependant, après une défense de la ville de 250 jours, Sébastopol tombe aux mains des Allemands, le 4 juillet 1942.

### Période post-soviétique
Après la dissolution de l'Union soviétique à la fin de 1991, la revendication de l'actuelle Marine russe pour l'utilisation de la base navale est d'abord perdue (depuis que la Crimée a été transférée à la RSS d'Ukraine en 1954, la base se trouvait sur le sol de l'Ukraine). Dès lors, la Russie post-soviétique paya un bail annuel à l'Ukraine pour l'utilisation de la base jusqu'en 2014, comme réglementé par le traité de partition de la flotte de la mer Noire et le pacte de Kharkiv,.
Selon le traité de 1997, la base navale de la marine russe reste à Sébastopol, grâce à un bail de vingt ans signé entre les deux parties, qui court jusqu'à 2017.
En 2010, les accords de Kharkiv prolongent le bail de la base jusqu'en 2042, avec une rallonge possible de 5 ans.

### Guerre russo-ukrainienne
Depuis l'annexion de la Crimée par la fédération de Russie en 2014, la base navale est toujours sous administration russe. Lors de l'invasion de l'Ukraine par la Russie, la Russie utilise deux dauphins militaires pour protéger l’entrée de la base navale, révèle le 27 avril 2022 l'Institut naval américain. Entraînés militairement, ces deux mammifères sont déployés dès février 2022 et sont chargés de protéger les navires de guerre stationnés dans la base navale russe la plus importante en mer Noire, grâce à leur sonar ultra-performant, leur vitesse et leur capacité à nager en eau très profonde.
Le 31 juillet 2022 pendant le jour de la marine russe, la base est visée par une attaque au drone, faisant cinq blessés parmi les employés de l’état-major. Toutes les festivités liées à la Journée de la flotte russe « ont été annulées pour des raisons de sécurité » d'après les autorités russes.
Le 29 octobre 2022, l’armée russe annonce avoir repoussé une attaque de drones massive (9 aériens et 7 maritimes composée de drones de surface navals (USV) et de drones aériens (UAV)) sur sa flotte dans la baie de Sébastopol, en Crimée annexée,. Une attaque que l’armée russe a imputé à l’Ukraine et à la Grande-Bretagne et qui a endommagé un navire, en l'occurrence le dragueur de mines Ivan Goloubets (classe Natya). La frégate Amiral Makarov (classe Grigorovich) aurait été touchée par des éclats sans grand dommage. En réaction, les autorités russes ont annoncé la suspension de leur participation à l’accord sur les exportations de céréales ukrainiennes.
Le matin du 22 septembre 2023, le quartier général de la flotte russe en mer Noire est touché par une frappe ukrainienne détruisant partiellement le bâtiment de son côté l'Ukraine affirmant que de « hauts commandants de la flotte russe ont été tués lors de l'attaque », comprenant l'amiral Sokolov.
Dans la nuit du 23 au 24 mars 2024, les forces ukrainiennes affirment avoir endommagé les navires de débarquement Yamal et Azov, ainsi qu'un important centre de communication, trois avions Su-27 et tué plus d'une trentaine de soldats. Le Kommouna, un navire de sauvetage est touché en avril 2024 au port.

## Galerie

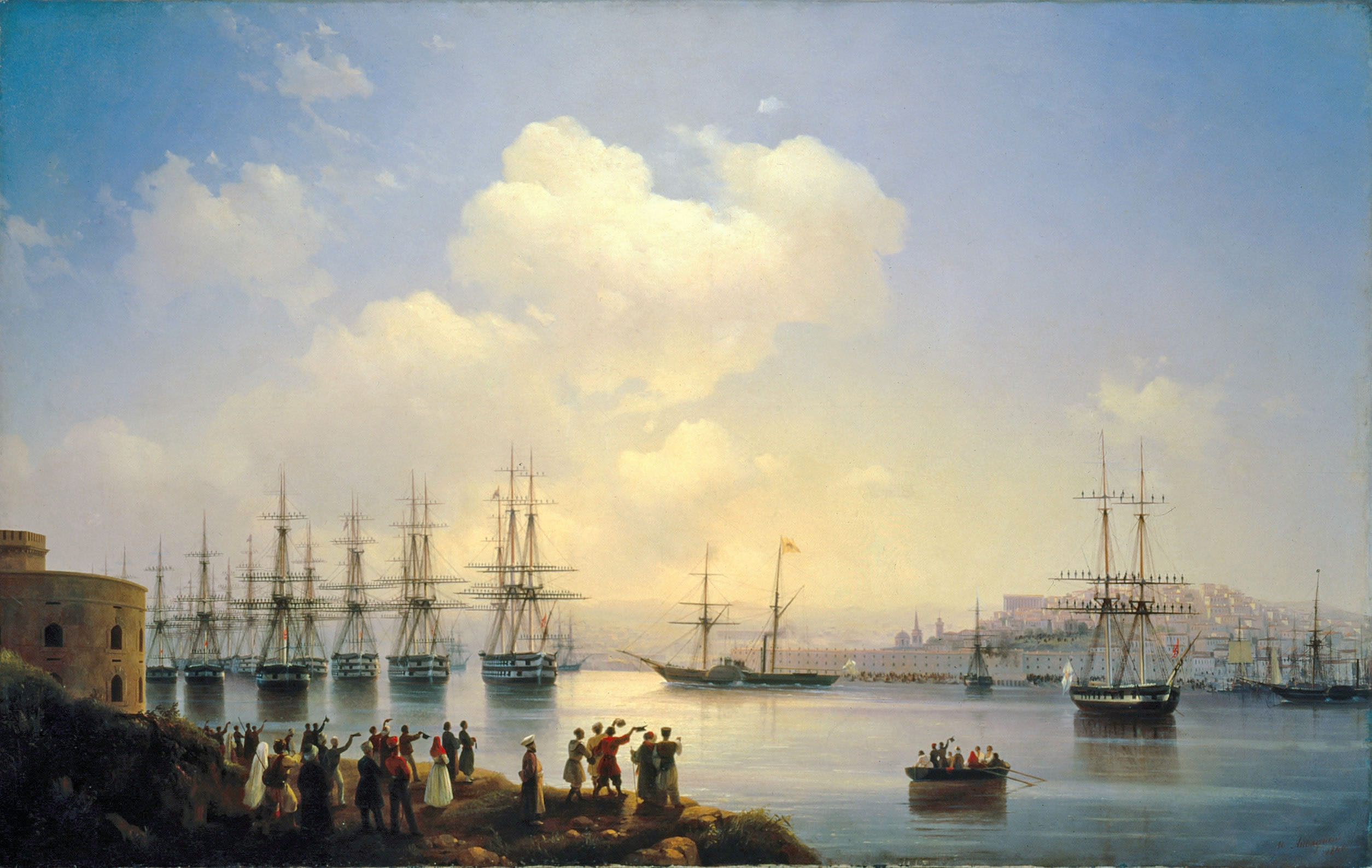
L'escadron russe sur les routes de Sébastopol (1846), par Ivan Aivazovsky.
Carte de Sébastopol, 1904.
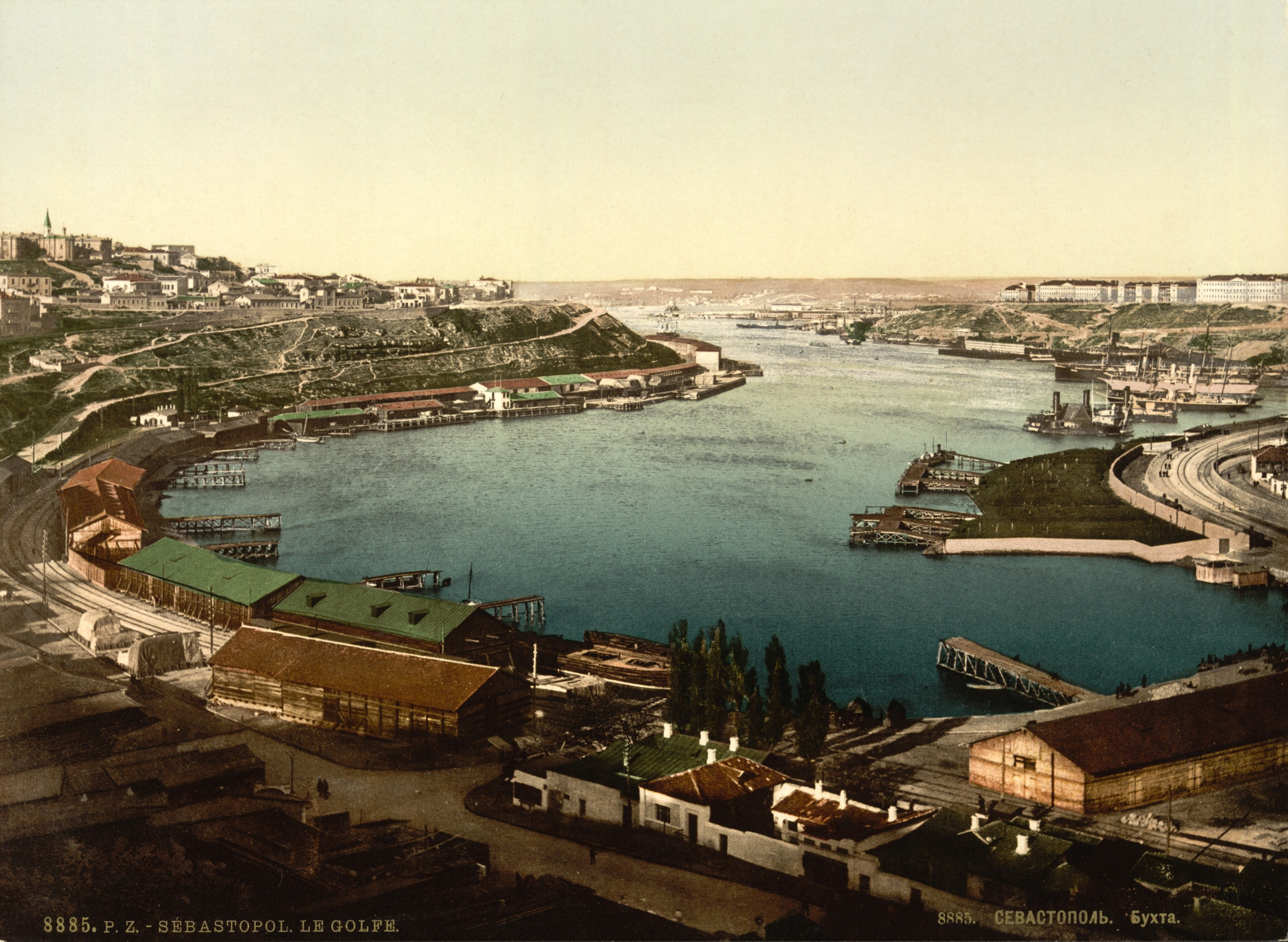
Vue couleur d'une partie du port, 1905.
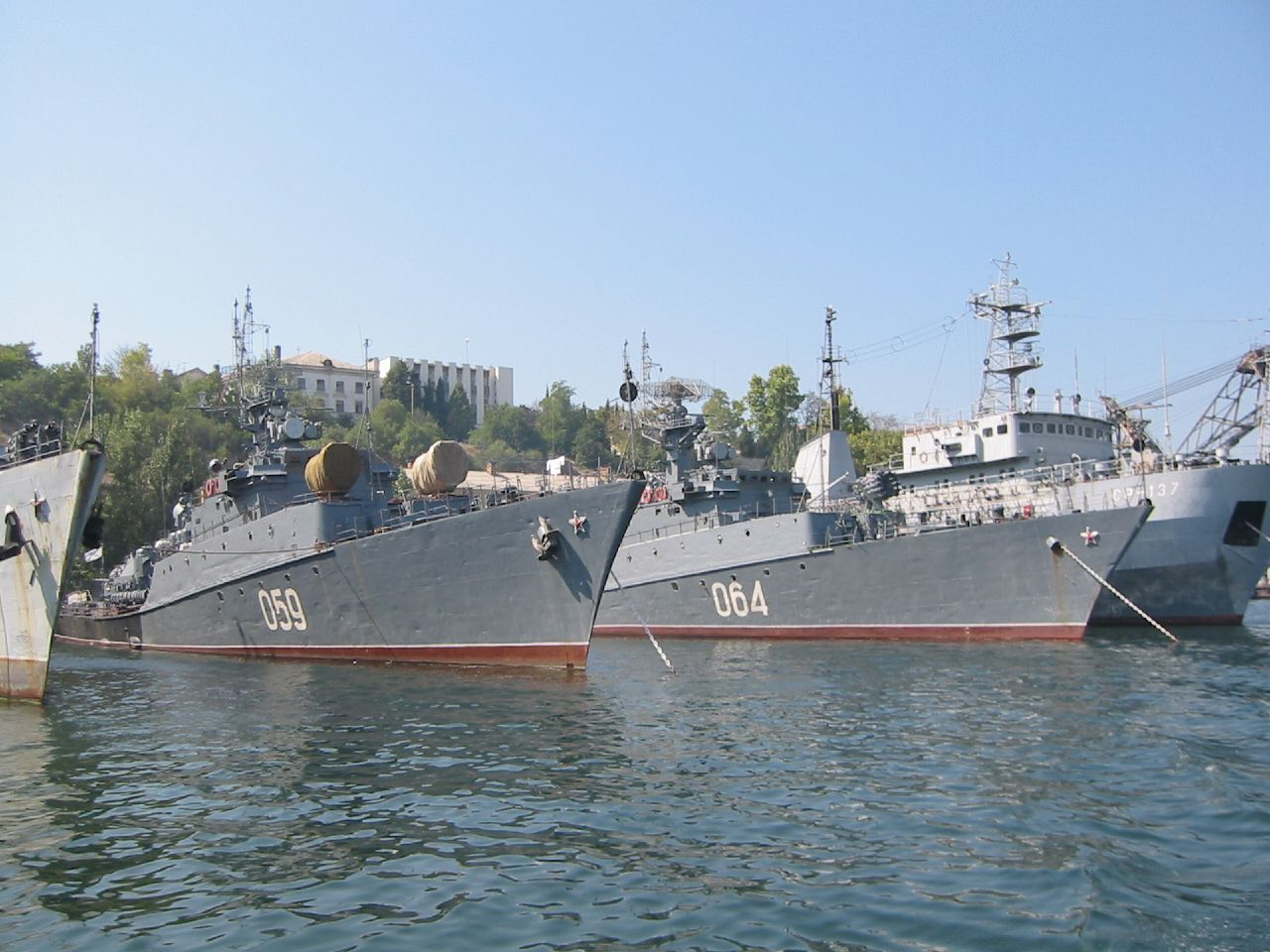
Navires russes à Sébastopol, 2005.
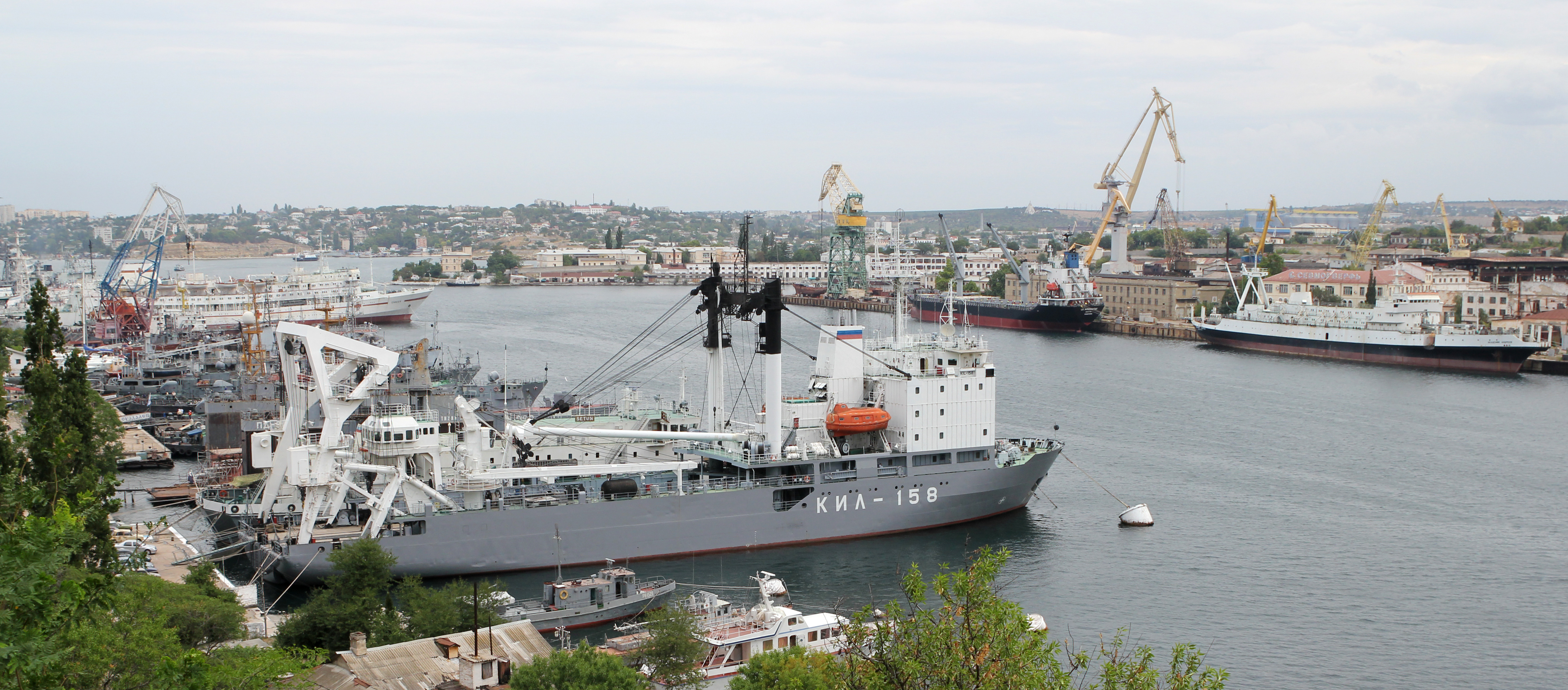
Le KIL-158 en baie en 2012.
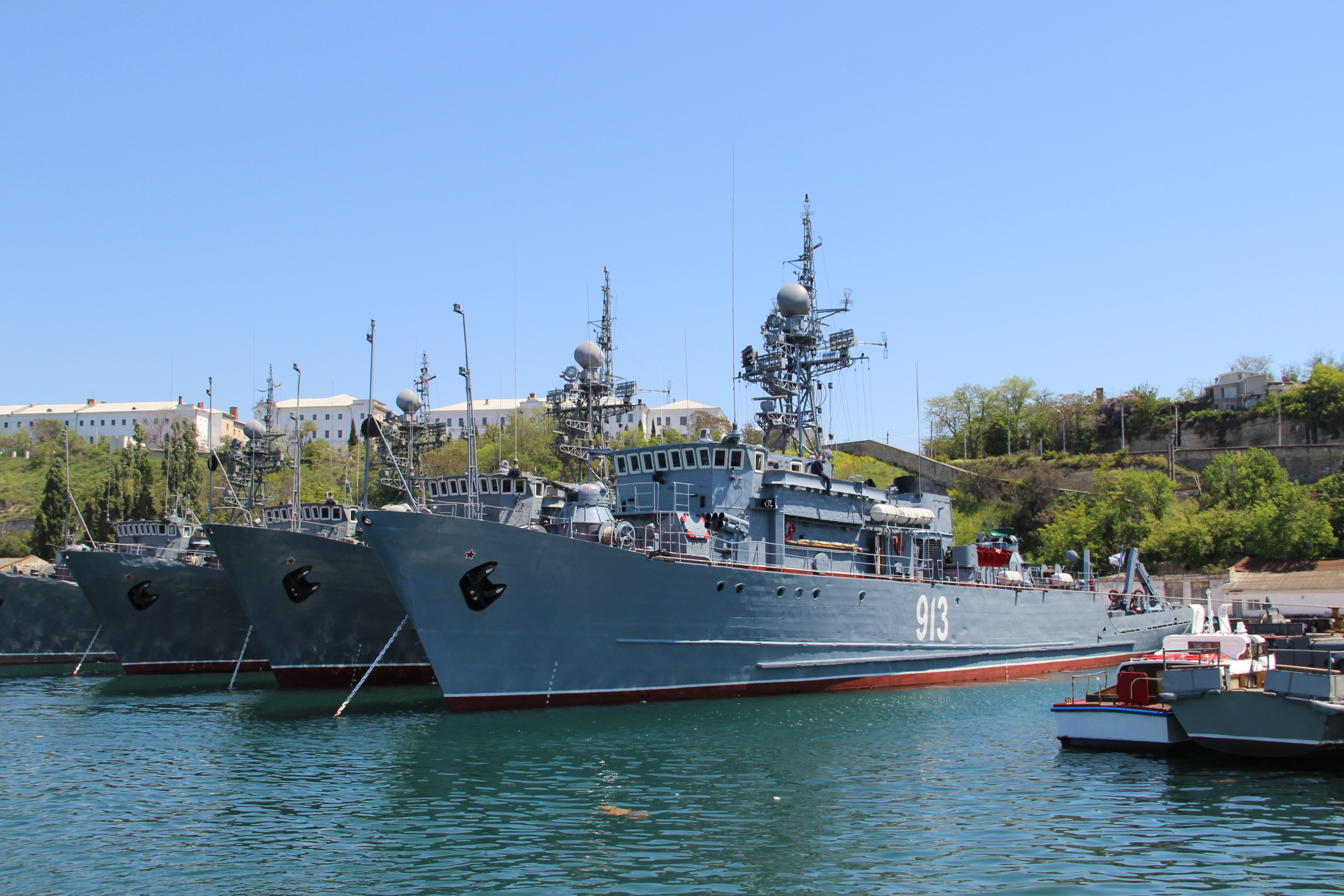
Navires russes à Sébastopol, 2015.
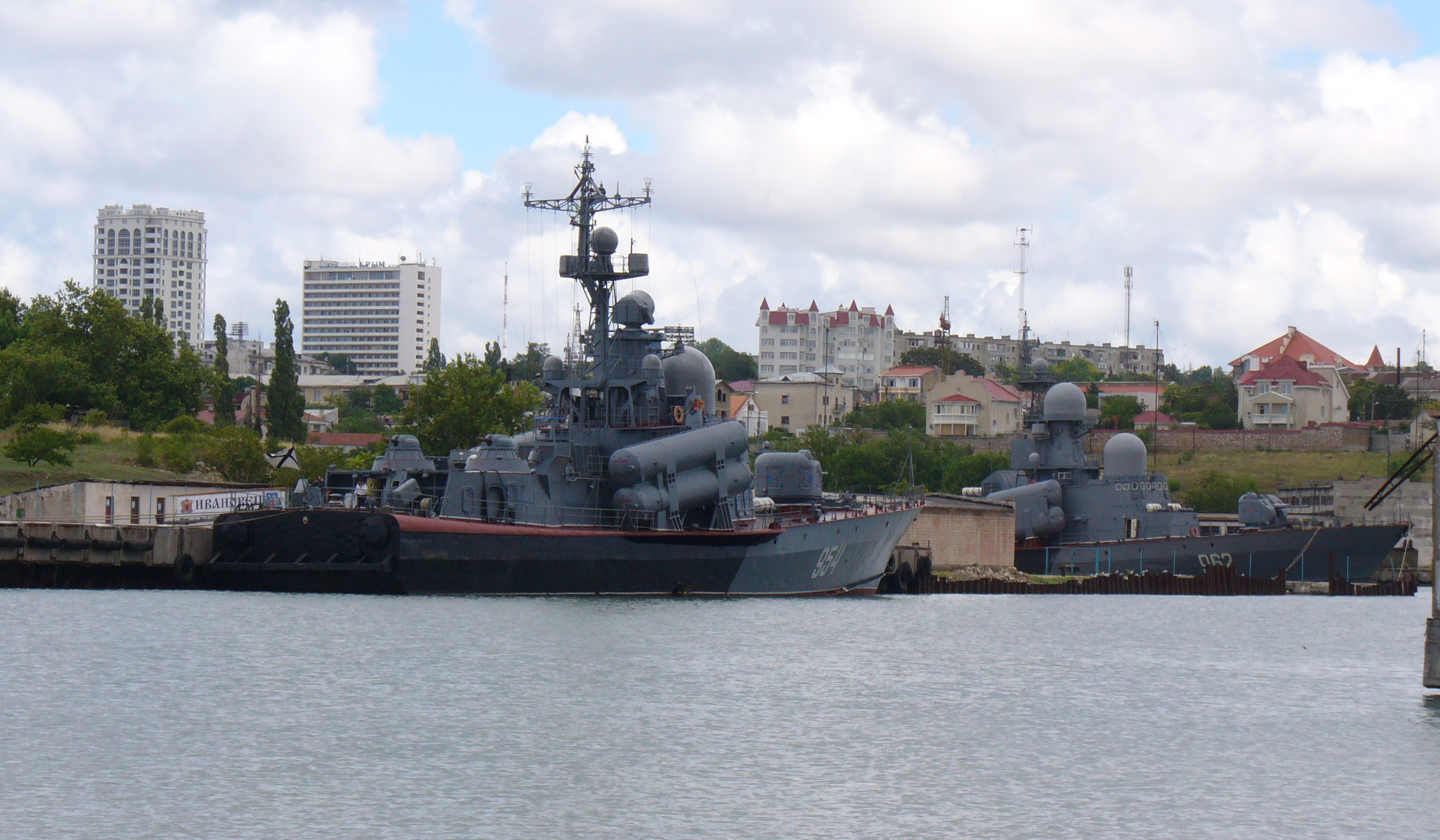
Navires russes à Sébastopol, dont en premier plan l'Ivanovets, coulé au large de la Crimée le 31 janvier 2024 par les forces ukrainiennes[18].